# Хейс, Гарри
Хуа́н Энри́ке Хейс (исп. Juán Enrique Hayes;, 1 января 1891, Росарио — 25 июля 1976, Росарио), более известен под своим британским именем Га́рри Хейс (англ. Harry Hayes) — аргентинский футболист английского происхождения, нападающий. Брат другого известного футболиста, Энниса Хейса и дядя сына Энниса, Энрике Рикардо, игравшего в 30-х и 40-х годах. Лучший снайпер Лиги Росарина 1914 — 51 гол в 20 играх. Лучший бомбардир в истории дерби «Росарио Сентраль» — «Ньюэллс Олд Бойз» с 21-м голом.

## Биография
Гарри Хейс был сыном английских иммигрантов, которые приплыли в Аргентину на судне, перевозившем уголь. Гарри родился 1 января 1891 года в городе Росарио. Его детство прошло в районе Арройито, где жили семьи иммигрантов, там же он начинал играть в футбол.
В детском возрасте Хейс начал играть за команду «Центральный Железнодорожный и Крикетный клуб». В 1906 году Хейс впервые выступил на взрослом уровне, проведя 1 матч за команду «Химнасия и Эсгрима» против «Ньюэллс Олд Бойз». В 1907 году Хейс дебютировал во взрослой команде «Центрального Железнодорожного и Крикетного клуба», который уже поменял название на «Росарио Сентраль». Хейс выступал за «Сентраль» до окончания своей карьеры, выиграв с клубом 7 Кубков Никасио Вилы, высшего титула футбольной лиги Росарио и ещё 5 разнообразных кубков.
5 июня 1910 года Хейс дебютировал в сборной Аргентины на Кубке Столетия майской Революции, неофициальном Чемпионате Южной Америки, в первой игре забив 2 мяча в ворота сборной Чили. Всего за Аргентину Хейс провел 21 матч и забил 8 мячей, выиграв серебро на первом Чемпионате Южной Америки и матчи Кубка Липтона.

## Статистика
| Матчи Хейса за сборную Аргентины | Матчи Хейса за сборную Аргентины | Матчи Хейса за сборную Аргентины | Матчи Хейса за сборную Аргентины | Матчи Хейса за сборную Аргентины | Матчи Хейса за сборную Аргентины | Матчи Хейса за сборную Аргентины |
| №                                | Дата                             | Место                            | Противник                        | Голы                             | Счёт                             | Турнир                           |
| -------------------------------- | -------------------------------- | -------------------------------- | -------------------------------- | -------------------------------- | -------------------------------- | -------------------------------- |
| 1.                               | 27.05.1910                       | Буэнос-Айрес                     | Чили                             | 1                                | 3:1                              | Товарищеский матч                |
| 2.                               | 05.06.1910                       | Буэнос-Айрес                     | Чили                             | 2                                | 5:1                              | Кубок Столетия Майской революции |
| 3.                               | 12.06.1910                       | Буэнос-Айрес                     | Уругвай                          | 1                                | 4:1                              | Кубок Столетия Майской революции |
| 4.                               | 15.08.1910                       | Монтевидео                       | Уругвай                          | 1                                | 1:3                              | Кубок Липтона                    |
| 5.                               | 15.08.1911                       | Буэнос-Айрес                     | Уругвай                          |                                  | 0:2                              | Кубок Липтона                    |
| 6.                               | 17.09.1911                       | Монтевидео                       | Уругвай                          |                                  | 3:2                              | Кубок Ньютона                    |
| 7.                               | 08.10.1911                       | Монтевидео                       | Уругвай                          |                                  | 1:1                              | Кубок Чести Уругвая              |
| 8.                               | 22.10.1911                       | Буэнос-Айрес                     | Уругвай                          |                                  | 2:0                              | Кубок Чести Аргентины            |
| 9.                               | 29.10.1911                       | Монтевидео                       | Уругвай                          |                                  | 0:3                              | Кубок Чести Уругвая              |
| 10.                              | 15.08.1912                       | Монтевидео                       | Уругвай                          |                                  | 0:2                              | Кубок Липтона                    |
| 11.                              | 25.08.1912                       | Монтевидео                       | Уругвай                          |                                  | 0:3                              | Кубок Чести Уругвая              |
| 12.                              | 06.10.1912                       | Авельянеда                       | Уругвай                          |                                  | 3:3                              | Кубок Ньютона                    |
| 13.                              | 31.08.1913                       | Буэнос-Айрес                     | Уругвай                          | 1                                | 2:0                              | Кубок Чести Аргентины            |
| 14.                              | 18.07.1915                       | Монтевидео                       | Уругвай                          | 1                                | 3:2                              | Кубок Чести Уругвая              |
| 15.                              | 15.08.1915                       | Буэнос-Айрес                     | Уругвай                          | 1                                | 2:1                              | Кубок Липтона                    |
| 16.                              | 12.09.1915                       | Монтевидео                       | Уругвай                          |                                  | 0:2                              | Кубок Ньютона                    |
| 17.                              | 17.07.1916                       | Буэнос-Айрес                     | Уругвай                          |                                  | 0:0                              | Чемпионат Южной Америки          |
| 18.                              | 15.08.1916                       | Монтевидео                       | Уругвай                          |                                  | 2:1                              | Кубок Липтона                    |
| 19.                              | 29.10.1916                       | Монтевидео                       | Уругвай                          |                                  | 1:3                              | Товарищеский матч                |
| 20.                              | 18.07.1918                       | Монтевидео                       | Уругвай                          |                                  | 1:1                              | Кубок Чести Уругвая              |
| 21.                              | 18.07.1919                       | Монтевидео                       | Уругвай                          |                                  | 1:4                              | Кубок Чести Уругвая              |

## Достижения

### Командные
- Обладатель Кубка Никасио Вилы: 1908, 1914, 1915, 1916, 1917, 1919, 1923
- Обладатель Кубка Столетия майской Революции: 1910
- Победитель турнира Конкурсо пор Элиминасион: 1913
- Обладатель Кубка Карлоса Ибаргурена: 1915
- Обладатель Кубка Славы Муниципалитета Буэнос-Айреса: 1916
- Обладатель Кубка Конкуренции Клуба Жокей: 1916
- Обладатель Кубка Конкуренции: 1920

### Личные
- Лучший бомбардир Кубка Столетия майской Революции: 1910 (3 мяча)
- Лучший бомбардир Кубка Никасио Вилы: 1914 (51 гол)